# Wilbur Ross
Wilbur Louis Ross Jr. (Weehawken, 28 novembre 1937) è un politico e imprenditore statunitense, segretario al commercio nella prima amministrazione Trump dal 2017 al 2021.
Nel 2000, dopo un'esperienza alla Rothschild, Ross ha fondato la WL Ross & Co., una società di investimento. Era un banchiere noto per aver acquisito e ristrutturato società fallite in settori come l'acciaio, il carbone, le telecomunicazioni e il tessile, vendendole in seguito a scopo di lucro dopo che le operazioni erano migliorate, un record che gli era valso il soprannome di "Re del fallimento". Ross è stato presidente o amministratore delegato di oltre 100 società operanti in più di 20 paesi.
Nominato da Bloomberg Markets come una delle 50 persone più influenti nella finanza globale, prima Democratico e poi Repubblicano, Ross è stato in precedenza consigliere del sindaco di New York Rudy Giuliani per le privatizzazioni ed è stato nominato dal presidente Bill Clinton nel consiglio di The US Russia Investment Fund.

## Biografia
Nato a Weehawken, nel New Jersey, da Wilbur Ross Sr., avvocato prima e giudice poi, e Agnes O'Neill, insegnante, ha conseguito una laurea presso l'università Yale, dove aveva lavorato per alcune riviste letterarie e ad una stazione radio. Dapprima col sogno di diventare scrittore, Ross ottiene il suo primo posto di lavoro a Wall Street fino a conseguire un Master in Business Administration presso la Harvard Business School.

## Carriera negli affari
Nel 1963 si unì a quella che divenne la Wood, Struthers & Winthrop. Ha poi lavorato per Faulkner, Dawkins & Sullivan, una società di ricerca istituzionale sui titoli, dove è diventato presidente. L'azienda è stata venduta a quello che è diventato Shearson Lehman.

### Rothschild Investments
Nel 1976, Ross ha iniziato il suo lavoro di 24 anni presso l'ufficio di New York di Rothschild & Co, dove ha gestito lo studio di consulenza per la ristrutturazione dei fallimenti.  Nel 1998, Ross è stato coinvolto in otto dei 25 maggiori fallimenti, tra cui Drexel Burnham Lambert, Texaco, Public Service of New Hampshire (ora Eversource Energy) e Eastern Air Lines.
Negli anni '80, i tre casinò di Donald Trump ad Atlantic City erano minacciati da una certa preclusione da parte degli istituti di credito. Ross, che allora era l'amministratore delegato senior di Rothschild & Co, rappresentava gli investitori nei casinò. Insieme a Carl Icahn, Ross convinse gli obbligazionisti a concludere un accordo che consentisse a Trump di mantenere il controllo dei casinò.

### WL Ross & Co.
Nel novembre 1997, sotto Rothschild & Co, Ross ha avviato un fondo da 200 milioni di dollari per investire in titoli distressed. Nel suo primo anno, ha ottenuto un rendimento del 15,2%. Nell'aprile 2000, poco prima dello scoppio della bolla delle dot-com, Ross fondò la WL Ross & Co e raccolse 450 milioni di dollari per acquistare il fondo da Rothschild e fare ulteriori investimenti.  Nel 2003, il fondo aveva registrato un rendimento medio del 30%.
Nel 2006, Ross ha venduto WL Ross & Co ad Amvescap (ora Invesco).

#### International Steel Group (ISG)
Nel febbraio 2002, WL Ross & Co ha fondato International Steel Group. In primo luogo ha accettato di acquistare le attività della fallita Ling-Temco-Vought per 325 milioni di dollari, pagando 11 dollari per tonnellata di capacità quando altre società scambiavano per 200 dollari per tonnellata di capacità. Poche settimane dopo, George W. Bush ha imposto una tariffa del 30% su molti tipi di acciaio importato. Un anno dopo, WL Ross & Co acquisì le attività della fallita Bethlehem Steel. Nell'ambito delle riorganizzazioni fallimentari, queste società hanno trasferito le loro enormi passività pensionistiche alla Pension Benefit Guaranty Corporation, sostenuta dal governo.
Ross ha avuto il supporto della United Steelworkers, negoziando un accordo per salvare posti di lavoro.
Nell'aprile 2005, WL Ross & Co ha venduto International Steel Group a Mittal Steel Company per 4,5 miliardi di dollari, metà in contanti e metà in azioni, e ha realizzato 12,5 volte il suo investimento originale. Ross ha realizzato personalmente un profitto di 260 milioni di dollari sul suo investimento di 3 milioni di dollarie ha ottenuto un posto nel consiglio di amministrazione di Mittal Steel.

#### International Textile Group (ITG)
Dopo aver superato Warren Buffett, che ha offerto 579 milioni di dollari, WL Ross & Co ha acquisito Burlington Industries per 620 milioni di dollari e l'ha unita a Cone Mills nel 2004 per formare International Textile Group.
Nel 2005, Ross ha acquisito il 77,3% di Safety Components International per 51,2 milioni di dollari.
Nell'ottobre 2006, Ross ha chiesto a International Textile Group di acquisire Safety Components International. Ross controllava entrambe le società e nel febbraio 2014 Ross ha pagato 81 milioni di dollari per risolvere una causa intentata dagli azionisti secondo cui Ross aveva violato il suo dovere fiduciario durante la strutturazione della fusione. International Textile Group è stata acquisita dalla società di private equity Platinum Equity nel 2016.

#### International Automotive Components Group (IAC)
International Automotive Components Group è stata costituita nel 2006 da WL Ross & Co e da fondi di investimento gestiti da Franklin Templeton Investments. Nel 2006, l'azienda ha acquisito le operazioni europee di Lear Corporation e nel 2007 ha rilevato le operazioni di Lear in Nord America. Nel 2005-2007, IAC ha acquistato diverse divisioni di Collins & Aikman. Nel settembre 2005, gli investitori guidati da Ross hanno investito 100 milioni di dollari in Oxford Automotive per il 25% dell'azienda.  Nel 2006, Oxford si è fusa con Wagon Automotive.

#### International Coal Group (ICG)
WL Ross & Co ha fondato International Coal Group nel 2004 dopo aver acquisito le attività di diverse società carboniere in bancarotta. Gli United Mine Workers of America hanno protestato contro la riorganizzazione in quanto ha portato a cambiamenti nell'assistenza sanitaria e nelle pensioni per i dipendenti esistenti.
Nel 2006, il disastro della miniera di Sago, nella Virginia Occidentale, un'esplosione in una miniera di carbone di proprietà indiretta di International Coal Group, probabilmente causata da un fulmine, ha provocato la morte di 12 minatori. La miniera ha avuto 12 crolli del tetto nel 2005 e i dati del Dipartimento del Lavoro degli Stati Uniti hanno mostrato 208 citazioni per violazioni della sicurezza nello stesso periodo, di cui 21 volte per accumulo di gas tossici.  I minatori e le loro famiglie hanno accusato Ross di ignorare le violazioni della sicurezza. Ross ha difeso la gestione della miniera da parte della sua azienda.
Nell'aprile 2010 un'altra esplosione nella miniera con 25 morti. Nel 2011, Arch Coal ha acquisito International Coal Group per 3,4 miliardi di dollari.

#### Navigator Gas
A gennaio 2016, WL Ross & Co era il "più grande investitore" in Navigator Gas, una compagnia di spedizioni di gas liquefatto.

## Carriera politica
A livello politico, Ross si è identificato come un democratico. Viene nominato dall'allora sindaco di New York Rudy Giuliani come suo consigliere di privatizzazione. Nel gennaio 1988 ha organizzato una raccolta fondi per il finanziamento della campagna elettorale dell'allora moglie Betsy McCaughey come governatore di New York.
La sua fortuna è stimata a 3 miliardi di dollari nel 2016.
Nel 2016 decide di aderire al Partito Repubblicano per sostenere la campagna elettorale del magnate newyorchese Donald Trump per le elezioni presidenziali.
Il 30 novembre 2016, dopo la vittoria di Trump alle elezioni, viene nominato da quest'ultimo come segretario al commercio. Il 27 febbraio 2017 il Senato conferma la sua nomina con 72 sì e 27 no, prestando giuramento il giorno dopo e facendo di lui il più anziano ad aver mai ricoperto un ministero di gabinetto.

## Vita privata
Ross ha sposato Judith Nodine nel 1961. Hanno divorziato nel 1995. Dopo il divorzio, Nodine ha citato in giudizio Ross per non aver trasferito azioni entro la scadenza concordata e Ross l'ha contro-citata in giudizio. Hanno avuto due figli, Jessica Colby Ross (nata nel 1962) e Amanda Colby Ross (nata nel 1965). Amanda ha frequentato il French Culinary Institute e ha fondato un'azienda di prodotti da forno, mentre Jessica ha lavorato per Sotheby's.  Nel 1995, Ross sposò la seconda moglie, il Vice Governatore di New York Betsy McCaughey. Hanno divorziato nel 2000. Il 9 ottobre 2004, Ross ha sposato la terza moglie, Hilary Geary Ross, una scrittrice di società e moda per la rivista Quest.
Nel dicembre 2016, mentre il suo attico a Manhattan, al The Briarcliffe, era in vendita per 21 milioni di dollari, Ross ha acquistato una casa nel quartiere Massachusetts Heights di Washington, da Adrienne Arsht per $ 10.750.000. Nel 2018 ha comprato una casa da 3,2 milioni di dollari nel Berkshires. Possiede anche due proprietà multimilionarie a Palm Beach, in Florida.
Ross possiede una collezione d'arte del valore di 150 milioni di dollari che comprende pezzi che vanno dai surrealisti occidentali alle sculture orientali contemporanee. Ross possiede 25 opere di René Magritte, per un valore di 100 milioni di dollari, inclusi alcuni dei dipinti più preziosi dell'artista, come Il pellegrino.